# Wild and Woolly (film, 1917)

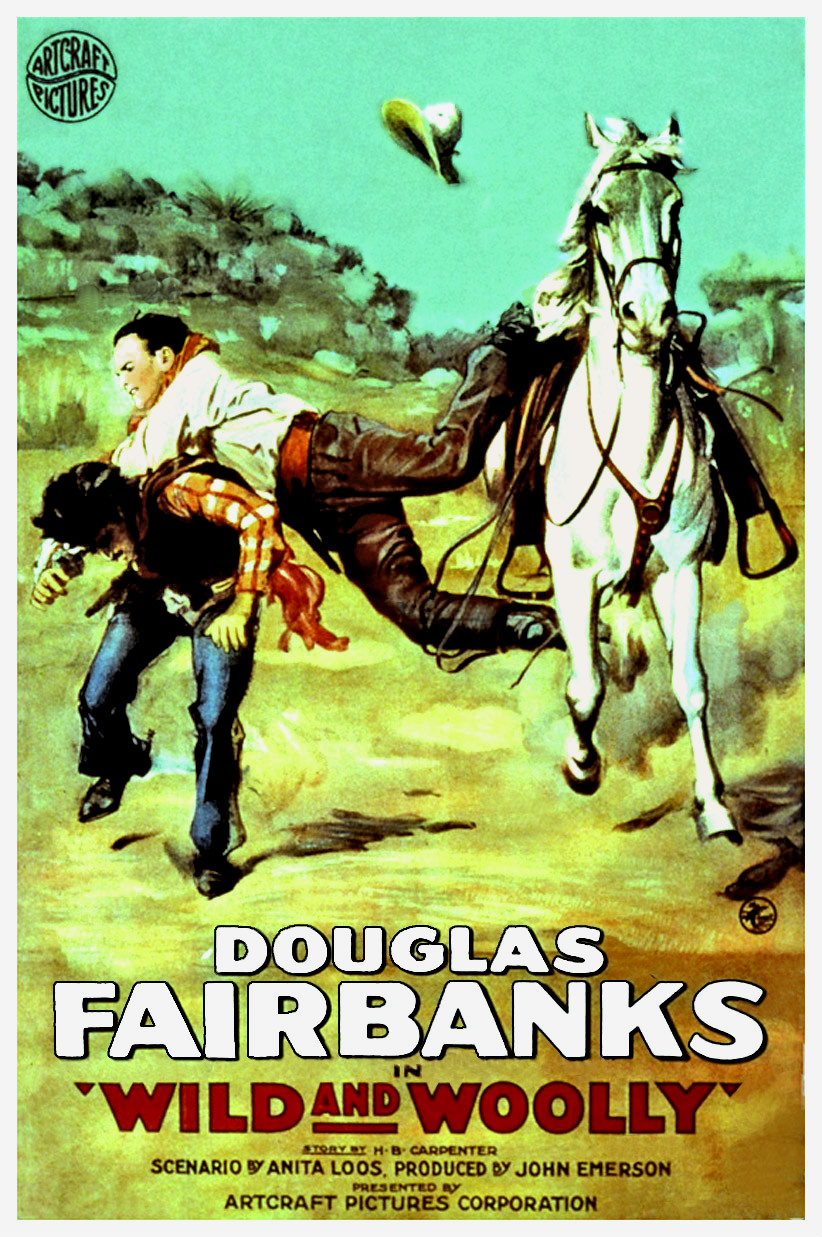
Affiche de Wild and Woolly (1917)
Ce poster promeut Wild and Woolly (1917), une comédie américaine mettant en scène Douglas Fairbanks à l'époque du Far West.

Wild and Woolly est un film américain réalisé par John Emerson en 1917.

## Fiche technique
- Réalisation : John Emerson
- Scénario : Horace B. Carpenter, Anita Loos et John Emerson
- Production : John Emerson et Douglas Fairbanks
- Durée : 72 minutes
- Date de sortie : États-Unis : 24 juin 1917

## Distribution
- Douglas Fairbanks : Jeff Hillington
- Eileen Percy
- Calvert Carter
- Charles Stevens
- Sam De Grasse
- Monte Blue
- Bull Montana
- Joseph Singleton
- Tom Wilson